# 三代千晶
三代 千晶（みしろ ちあき）は日本の映像監督。株式会社eje代表取締役。先進映像THEC共創ラボEJEVARオーナー。

## 経歴
1996年頃からVR撮影・開発を本格的に開始。2005年に株式会社ejeを設立。2014年サムスン電子開発製品Samsung Gear VR向けに国内初のVRアプリをリリース。
2016年Galaxy「UnderworldLive:ShibuyaShibuya, 」で4K VRライブ配信を実施。同年、全国のネットカフェ（複合カフェ施設）でVR映像を視聴できるサービス「VRTHEATER」をインターピア株式会社とejeで設立。インターピア株式会社が開発したコンテンツ課金・店頭決済システムと、株式会社ejeが運営する高品質360度VR動画ポータル「VR CRUISE」が連携。
2018年「Short Shorts Film Festival &Asia2018」の映画祭で、国内映画祭としては、初めてVR部門「VR SHORTS」を設立し、VR映画制作にも注力。VRカメラの自社開発も行い、円谷プロダクションと特撮VR映画「ウルトラマンゼロVR」などの制作/興業に関わる。
2020東京オリンピックでは、「未来のスポーツ観戦プロジェクト」として競技会場から全国各地のプラネタリウムへVRライブ配信を実施。現在は次世代映像技術を活用した「先進映像TECH共創ラボEJEVAR」（エジェバル）を運営。

## 作品

### 映画/ドラマ
- VR狂言「棒縛り」狂言師：茂山七五三、茂山宗彦、茂山逸平　監督：三代千晶　撮影・制作：EJE
- VRホラー「GR」監督：大畑創　撮影・制作：EJE
- UHB（北海道文化放送）共同企画「おもてなしエアーライン」撮影・制作：EJE
- VR THEATER「行っチャオ！旭山動物園」撮影・制作：EJE
- VR THEATER1周年記念映画：「交際記念日」主演：武田玲奈　監督：窪田宗　撮影・制作：EJE
- 円谷プロダクション・ポニーキャニオン・EJE共同企画
  - VR映画「ウルトラマンゼロVR」監督：田口清隆　撮影・制作：EJE
  - VR映画「ウルトラファイトVR」監督：田口清隆　撮影・制作：EJE
- 日活：映画プロモーションVR「ライチ光クラブ360VR」監督：三代千晶　撮影・制作：EJE
- 株式会社ポニーキャニオン・EJE共同企画：VR映画「天国処理工場」監督：西村喜廣　撮影・制作：EJE
- SKIPシテイ国際Dシネマ映画祭：VR映画「ブルーサーマルVR」監督：上田慎一郎　撮影・制作：EJE
- 東京オリンピック組織委員会「TOKYO2020臨場感ライブシアター」

### LIVE
- 桃神祭2015ライブVR（アーティスト：ももいろクローバーZ）監督：三代千晶　総合プロデューサー：佐々木敦規　撮影・制作：EJE
- 桃神祭2016ライブVR（アーティスト：ももいろクローバーZ）監督：三代千晶　総合プロデューサー：佐々木敦規　撮影・制作：EJE
- 超特急ゼロ距離ライブ（アーティスト：超特急）監督：三代千晶　総合プロデューサー：足立光　撮影・制作：EJE
- 株式会社パルコ：「Underworld Live：Shibuya Shibuya, we face a shining future」参画。
- 日本初4K360°動画ライブ配信を実施。4K VRライブ配信撮影・制作：EJE
- KDDI:きゃりーぱみゅぱみゅ「KPP5iVE YEARS MONSTER WORLD TOUR 2016」武道館ライブVR
- SEKAI NO OWARI:VRインソムニアトレン札幌LIVE

### 企業CM/PV
- BMW：富士スピードウエイGTレース体験VR
- KONICA MINOLTA：オフィス環境提案VR
- Panasonic：LUMIX SZ7 promotion VR「舞妓とめぐる京都散策」
- Panasonic：2012年ロンドンオリンピックpromotion contents「RUN＠LONDON」
- Panasonic：panasonic Beauty家電紹介VR「ちーむしゃちほこの身だしなみレッスン」
- Panasonic：Panasonic Beauty家電紹介VR「KIKO’s ROOM」
- 横浜DeNAベイスターズ：360BAYSTARS
- 三菱地所：モデルルーム紹介VR
- 日光江戸村：日光江戸村施設紹介VR
- 凸版印刷株式会社：「仁清が作った茶壺」360VR
- JTB Communicaition Desingn：Princess Cruises豪華客船体験VR「JTBクルーズVR」
- NTT docomo：GalaxyS7promotion VR「BEYOND」
- panasonic：promotion VR「100年タイムツアー」
- ヤフー株式会社：レストラン・ホテル紹介VR
- 東京ニュース通信社：雑誌「dan」コラボ企画「福士蒼汰promotion VR」
- セキスイハイム：「工場見学VR」
- Softbank：GUNDAM FACTORY YOKOHAMA"GUNDAM Pilot View"「動く実物大ガンダム」
- 杉乃井ホテル：プロジェクションマッピング
- 高松伸建築設計事務所：「高松伸建築展」展覧会向けVR
- イッセイミヤケ：「ISSEY MIYAKE」デザイン展VR
- DNPデジタルアーカイブ・コム：大塚国際美術館館内紹介VR
- 株式会社ジェイアール西日本コミュニケーションズ：サンライズエクスプレス車内紹介VR
- サンスター株式会社：ブランドプロモーションVR「Message from SUNSTAR」
- NTT DoCoMo 関西：ドコモショップ施設紹介VR
- 松下電工株式会社：モデルルーム紹介VR
- 大阪市経済局：観光紹介VR「大阪景観ぐるっと360」
- 岡崎市：岡崎市観光名所VR
- 岐阜県関市：関市観光名所VR
- 山口県岩国市：岩国観光名所VR